# 준동형 정리
추상대수학에서 준동형 정리(準同型定理, 영어: homomorphism theorem)는 수학의 여러 분야에서 나타나는 준동형에 관한 기초적인 정리이다. 동형 정리와 밀접한 관련이 있으며, 이를 증명하는 데 이용되기도 한다.

## 정의
같은 형의 대수 구조 {\displaystyle A}와 {\displaystyle B} 및 그 사이의 준동형 {\displaystyle \phi \colon A\to B}가 주어졌다고 하자. 그렇다면 {\displaystyle A} 위에 합동 관계 {\displaystyle \sim _{\phi }}를
{\displaystyle a\sim _{\phi }a'\iff \phi (a)=\phi (a')\;\forall a,a'\in A}
로 정의할 수 있다. {\displaystyle \sim _{\theta }}가 {\displaystyle \sim _{\phi }}보다 더 고른 {\displaystyle A} 위의 합동 관계라고 하자. 즉,
{\displaystyle a\sim _{\theta }a'\implies a\sim _{\phi }a'}
라고 하자. 또한, {\displaystyle \theta \colon A\to A/{\sim }_{\theta }}가 자연스러운 몫 준동형이라고 하자. 준동형 정리에 따르면, 다음 명제들이 성립한다.
- {\displaystyle \chi \circ \theta =\phi }인 준동형 {\displaystyle \chi \colon A/{\sim }_{\theta }\to B}가 유일하게 존재한다.
- 만약 {\displaystyle \phi }가 전사 함수라면 {\displaystyle \chi } 역시 전사 함수이다.
- 만약 {\displaystyle {\sim }_{\theta }={\sim }_{\phi }}라면, {\displaystyle \chi }는 단사 함수이다.

이로부터 제1 동형 정리를 따름정리로 얻을 수 있다.

## 예
이 정리는 보편 대수학의 정리이므로, 임의의 대수 구조에 대하여 성립한다.

### 군에 대한 형태
군 준동형 {\displaystyle \phi \colon G\to H} 및 정규 부분군 {\displaystyle K\vartriangleleft G}가 있고, {\displaystyle K\leq \ker \phi }라고 하자. {\displaystyle \theta \colon G\to G/K}가 몫 준동형이라고 하자. 그렇다면 다음 명제들이 성립한다.
- {\displaystyle \chi \circ \theta =\phi }인 군 준동형 {\displaystyle \chi \colon G/K\to H}가 유일하게 존재한다.
- 만약 {\displaystyle \phi }가 전사 함수라면 {\displaystyle \chi } 역시 전사 함수이다.
- 만약 {\displaystyle K=\ker \phi }라면, {\displaystyle \chi }는 단사 함수이다.

### 환에 대한 형태
환 준동형 {\displaystyle \phi \colon R\to S} 및 {\displaystyle R}의 아이디얼 {\displaystyle {\mathfrak {a}}\subset R}가 있고, {\displaystyle {\mathfrak {a}}\subset \phi ^{-1}(0)}이라고 하자. 또한, {\displaystyle \theta \colon R\to R/{\mathfrak {a}}}가 몫 준동형이라고 하자. 그렇다면 다음 명제들이 성립한다.
- {\displaystyle \chi \circ \theta =\phi }인 환 준동형 {\displaystyle \chi \colon R/{\mathfrak {a}}\to S}가 유일하게 존재한다.
- 만약 {\displaystyle \phi }가 전사 함수라면 {\displaystyle \chi } 역시 전사 함수이다.
- 만약 {\displaystyle {\mathfrak {a}}=\phi ^{-1}(0)}이라면, {\displaystyle \chi }는 단사 함수이다.

### 가군에 대한 형태
환 {\displaystyle R}의 왼쪽 가군 {\displaystyle M,N} 사이의 가군 준동형 {\displaystyle \phi \colon M\to N} 및 {\displaystyle M}의 부분 가군 {\displaystyle P\subset M}가 있고, {\displaystyle P\subset \phi ^{-1}(0)}이라고 하자. 또한, {\displaystyle \theta \colon M\to M/P}가 몫 준동형이라고 하자. 그렇다면 다음 명제들이 성립한다.
- {\displaystyle \chi \circ \theta =\phi }인 가군 준동형 {\displaystyle \chi \colon M/P\to N}이 유일하게 존재한다.
- 만약 {\displaystyle \phi }가 전사 함수라면 {\displaystyle \chi } 역시 전사 함수이다.
- 만약 {\displaystyle P=\phi ^{-1}(0)}이라면, {\displaystyle \chi }는 단사 함수이다.

## 참고 문헌
1. ↑  Joseph A. Gallian (2006), Contemporary Abstract Algebra, Houghton Mifflin Company(Boston, New York), p.206.

## 같이 보기
- 동형 정리
- 대수 구조
- 준동형